# Antônio Iasi Júnior

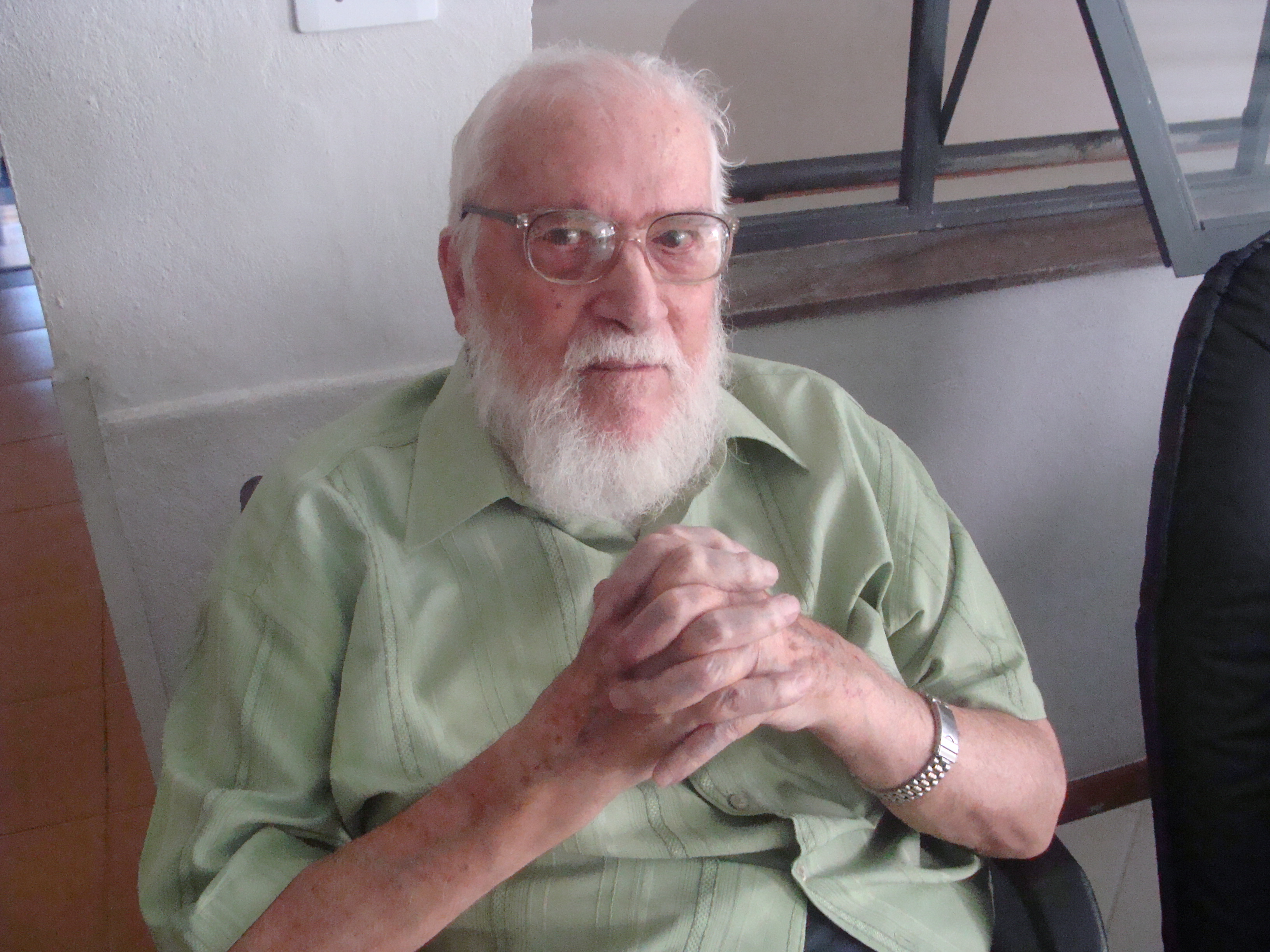
Iasi no aniversário de 94 anos.

Antônio Iasi Junior, mais conhecido como Padre Iasi, nasceu em São Paulo no dia 5 de março de 1920, entrou na Companhia de Jesus em 1 de fevereiro de 1941, em Nova Friburgo (RJ), foi ordenado como sacerdote em 3 de dezembro de 1954 e fez últimos votos em 12 de agosto de 1959. Viveu seus últimos dias na residência Irmão Luciano Brandão, Casa de Saúde e Oração, da Companhia de Jesus, localizada em Belo Horizonte. Faleceu no dia 22 de março de 2015.
Foi enviado para trabalhar na Prelazia de Diamantino, (MT), onde dirigiu-se à Estação Missionária de Barranco Vermelho, às margens do Rio Juruena, para trabalhar com os índios Rikbaktsa; posteriormente com os Paresi em Utiariti. Depois, juntamente com o Padre Adalberto Holanda Pereira, fez o primeiro contato com os índios Beiço-de-pau, no vale do Rio Arinos, o que possibilitou a transferências desses indígenas para o Xingu.
Foi coordenador e assessor de diversas instituições, como: "Setor Indígena da Prelazia de Diamantino"; "Secretariado Nacional de Ação Missionária da Conferência Nacional dos Bispos do Brasil (CNBB)", entre 1969 e 1970; Fundação Nacional do Índio (FUNAI) (1970); Curso de Formação Missionária na Pontifícia Universidade Gregoriana, em Roma (1971); Conselho Indigenista Missionário (a partir de 1972).
Em 1972, foi um dos criadores do CIMI.
Em 1973, foi um dos redatores do documento "Y-Juca-Pirama – o Índio, aquele que deve morrer", sobre a espoliação dos povos nativos, assinado por um grupo de bispos e missionários.
No ano de 1980, foi preso durante o trabalho missionário realizado na Aracruz Celulose, no Estado do Espírito Santo. Após a sua libertação, retornou a Diamantino e, entre 1982 e 1985, transferiu-se para Nicarágua, onde atuou junto com povos nativos daquele país. Em 1986, retornou ao Mato Grosso.
Escreveu em muitos jornais e revistas, além de suas memórias referentes ao trabalho de contato com os Beiço-de-pau.